# Christadelphian

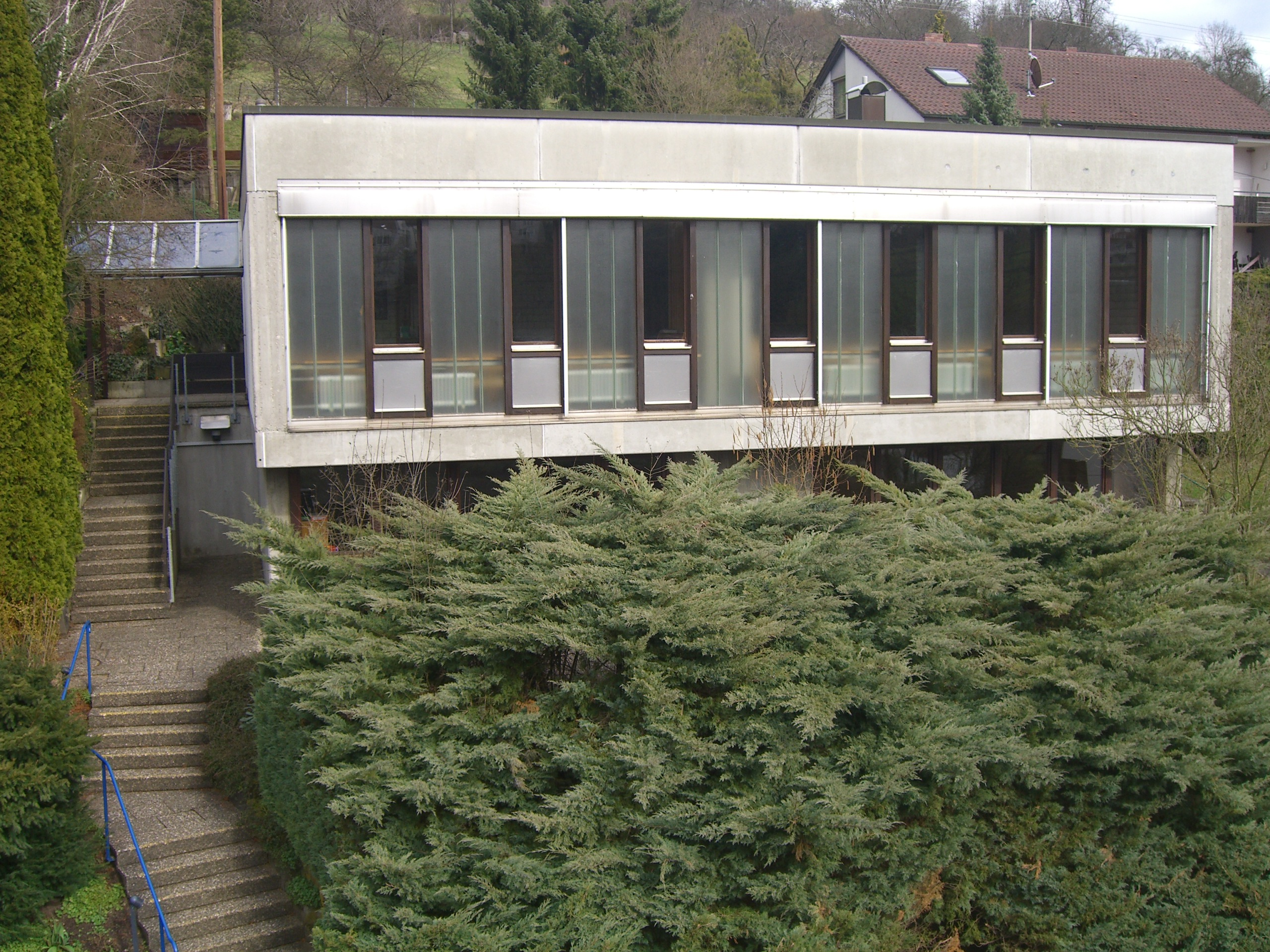
Gemeindehaus der Christadelphians in Esslingen am Neckar

Die Christadelphian-Gemeinden sind eine Gemeinschaft von Christen, die bestrebt sind, für ihren Glauben und ihr Leben ausschließlich vom Wort Gottes laut der Bibel auszugehen. Die Bezeichnung „Christadelphian“, wie sich die Gläubigen nennen, ist von den griechischen Wörtern „Christos“ und „adelphoi“ abgeleitet und bedeutet „Brüder in Christus“. Andere verwendete Bezeichnungen sind Urchristen (ehemalige Selbstbezeichnung im deutschen Sprachraum), Broeders in Christus.

## Verbreitung
Die meisten Mitglieder dieser Gemeinden findet man in England, Nordamerika, Australien und Südafrika. In Europa existieren Gemeinden außer in England und Deutschland auch in Belgien, den Niederlanden, Polen und Russland.
Die deutsche Gemeinde entstand unter anderem durch den Einfluss der Vorträge von Ludwig von Gerdtell zwischen dem Ersten und Zweiten Weltkrieg und hieß zunächst Urchristengemeinde. Inzwischen gibt es Gemeinden z. B. in Esslingen am Neckar, Oberhausen, Mönchengladbach, Iserlohn, Hamburg, Kirchlinteln und Siegburg.
Bei der zahlenmäßigen Verbreitung gibt es je nach Quelle unterschiedliche und teilweise widersprüchliche Angaben. Gemäß Informationen der Evangelischen Informationsstelle soll es in Nordamerika 1936 109 Gemeinden mit 2.755 getauften Mitgliedern gegeben haben, 2006 sollen es noch 83 Gemeinden mit 1.850 Mitgliedern gewesen sein. Nach einer Einschätzung der BBC soll es aktuell etwa 50.000 Mitglieder in 120 Ländern geben, davon 6.500 in den USA. Nach Angaben der Ontario Consultants on Religious Tolerance gibt es heute in den USA 90 Gemeinden der Richtung unamended und 80 der Richtung amended. Beide Richtungen sollen weltweit 850 Gemeinden in Afrika, Australien, Neuseeland, Nordamerika, Südostasien und in Europa haben.

## Organisation
Die einzelnen Gemeinden sind weitgehend eigenständig (Kongregationalismus) und haben keine hauptamtlichen Geistlichen. Sie stehen im Kontakt untereinander, haben aber keine zentrale Verwaltung oder Oberhirten. Die Gemeinden werden ecclesia genannt.
Die deutschen Christadelphians veröffentlichen die Zeitschrift Prüfet alles, die zweimonatlich erscheint. (Siehe auch: Liste christlicher Zeitschriften)

## Geschichte

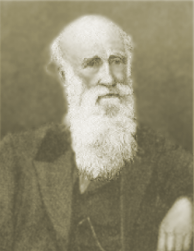
John Thomas

Die Christadelphians gehen zurück auf den anglo-amerikanischen Mediziner John Thomas (* 12. April 1805, † 1871), der 1832 von England nach Nordamerika übersiedelte. Auf der Überfahrt gab er aufgrund eines Sturms Gott das Versprechen, den Rest seines Lebens dem Bibelstudium zu widmen und den Sinn des Lebens zu erforschen. Nach seiner Ankunft in Amerika ließ er sich im Oktober 1832 taufen und schloss sich den Disciples of Christ an, die Teil der nordamerikanischen Restaurationsbewegung waren. Mit Unterstützung von Alexander Campbell, einem bekannten Vertreter der Restaurationsbewegung, begann er schließllch als Prediger in (u. a.) Philadelphia zu wirken. Thomas entwickelte aber schon bald Positionen, die sich von denen der Restaurationsbewegung unterschieden, so dass er 1837 aus den Disciples of Christ ausgeschlossen wurde. 1843 traf er mit William Miller zusammen, nach dem sich die adventistische Bewegung der Milleriten, die die Wiederkehr Jesu für das Jahr 1844 verkündet hatten, benannt hatte. Mit Miller verband ihn u. a. der feste Glaube an die nahe Wiederkunft Jesu. Um etwa 1844 entstanden unter Thomas die ersten eigenständigen Gemeinden. In den folgenden Jahren stand er vor allem mit dem ebenfalls aus England stammenden früheren Baptisten Benjamin Wilson, dem Gründer der heutigen Church of God General Conference, in Kontakt. Bis heute teilen die Church of God General Conference und die Christadelphians viele gemeinsame Positionen wie die Gläubigentaufe oder einen theologischen Unitarismus (also die Ablehnung der Trinität). Nach einem theologischen Disput trennten sich beide jedoch 1862 und die unter Thomas entstandenen Gemeinden treten seit 1864 als Christadelphians (≈ Brüder in Christus) auf. Sein Hauptwerk ist Elpis Israel (1849).
Der aus Schottland gebürtige Robert Roberts (1839–1898) spielte später eine maßgebliche Rolle bei der Ausformulierung bzw. Weiterentwicklung ihrer Glaubensgrundsätze, vor allem durch seine programmatische Schrift Christendom Astray (1884).

## Theologie
Ähnlich wie viele andere christliche Gemeinschaften, insbesondere solche, die aus der adventistischen Tradition oder der Erweckungsbewegung in den USA des 19. Jahrhunderts erwachsen sind, glauben die Mitglieder der Christadelphian-Gemeinden an ein kommendes Reich Gottes auf der Erde und hoffen auf die leibhaftige Auferstehung aus den Toten bei der Wiederkunft Christi.
Sie lassen sich als Erwachsene (Glaubenstaufe) taufen. Die erste Taufe in Deutschland wurde am 30. April 1899 durchgeführt.
Für ihre tägliche Beschäftigung mit der Bibel benutzen sie häufig einen Bibelleseplan, der auf Robert Roberts’ Bible Companion basiert und mit dessen Anleitung sie jedes Jahr das Alte Testament einmal und das Neue Testament zweimal ganz durchlesen (täglich drei Abschnitte aus verschiedenen Teilen der Bibel).
Die Christadelphians unterscheiden sich von vielen anderen christlichen Gemeinschaften durch ihre Ablehnung aller Glaubenslehren, die nach ihrer Auffassung nicht mit den ursprünglichen Zeugnissen der Bibel übereinstimmen, sondern erst nach dem Kontakt des Urchristentums mit der hellenistischen Welt entstanden seien. So lehnen sie die Lehre von der Dreifaltigkeit Gottes, die Vorstellung einer unsterblichen Seele und die Ansicht einer Präexistenz Christi ab. Sie sind Nichttrinitarier, Vertreter der Ganztodtheorie, Sozinianer und glauben nicht an die Existenz eines bösen, gefallenen Engels namens Satan oder Teufel. Den Begriff „Satan“ verstehen sie, vom Hebräischen ausgehend, allgemein als Synonym für „Widersacher“, mit je nach Fall positiver (4 Mos 22,22 f.  – dieser Engel wird im hebräischen Urtext „Satan“ genannt) oder negativer Bedeutung (z. B. ein missgünstiger verleumderischer Mensch als Ankläger Hiobs in Ijob 1  – „Söhne Gottes“ sind entsprechend dieser Interpretation eine Versammlung von Gläubigen), und „Teufel“ als Personifizierung für Sünde und gottwidrig handelnde Personen oder Regierungen. Mit dem Begriff Dämonen werden ihrem Bibelverständnis gemäß keine bösen Geistwesen, sondern Krankheiten, insbesondere geistiger und seelischer Art, bezeichnet.
Jesus Christus gilt ihnen als „zweiter Adam“, als von Gott gezeugter Mensch, der mit göttlicher Kraft Wunder vollbracht, jedoch von seiner Mutter die menschliche, zur Sünde neigende und daher sterbliche Natur geerbt habe, obwohl er selbst immer frei von Sünde geblieben sei. Als zentrales (aber erst zukünftiges) Element in Gottes Plan und Voraussicht habe er vor der Schaffung der Welt und vor seiner Geburt bereits existiert (1 Petr 1,20 ), jedoch nicht als reales Geistwesen (der komplexe griechische Begriff „logos“ in Joh 1,1 ff.  in seiner Bedeutung „Überlegung“, „Plan/Vorhaben“, „Zweck“). Durch seinen Gehorsam bis zum Tod am Kreuz (als Repräsentant der Menschen, nicht als ihr Stellvertreter) habe er „die Sünde im Fleisch“ besiegt und sei dafür von Gott als einziger Mensch in den Himmel aufgenommen worden.
Als Annihilationisten halten sie den Glauben an die Existenz einer Hölle für unbiblisch. Weiterhin beteiligen sie sich nicht an politischen Wahlen und lehnen (obwohl sie keine grundsätzlichen Pazifisten sind, sondern es als biblisch von ihnen geforderte Nichteinmischung in die „Angelegenheiten dieser Welt“ verstehen) für sich jede Form von Gewalt ab, was sie auch zu überzeugten Militärdienstverweigerern macht (wofür sie beispielsweise in Großbritannien während des Ersten Weltkriegs Haftstrafen in Kauf nahmen und schließlich über Petitionen an das Parlament einige Ausnahmeregelungen erreichen konnten). Christadelphians dürfen daher auch nicht in Berufen (z. B. Polizei) tätig werden, die Gewaltanwendung erforderlich machen können. Die Errichtung des Staates Israel 1948 interpretieren sie als Erfüllung von Gottes Zusagen, auch bei Jesu Wiederkunft wird dieser Staat ihrer Lehre nach eine wichtige Rolle einnehmen.
Die Evolutionslehre lehnen die Christadelphians als mit Gottes Wort in der Bibel nicht vereinbar ab. Viele von ihnen sind Junge-Erde-Kreationisten, es gibt jedoch auch Alte-Erde-Kreationisten unter ihnen. Die Entscheidung darüber überlassen sie der auf der Basis des persönlichen Studiums der Bibel getroffenen Gewissensentscheidung.
Die Institution der Ehe genießt bei ihnen einen hohen Stellenwert, da sie als Ebenbild der Verbindung Christi mit seiner Gemeinde gilt. Scheidungen seien unbedingt zu vermeiden. Der einzige laut Mt 5,32  zugelassene Scheidungsgrund sei Ehebruch, jedoch solle man, wenn möglich, auch hierbei (gemäß Mt 6,12 ff. ) dem Vergeben Vorrang einräumen. Ehen sollten möglichst zwischen Glaubensgeschwistern geschlossen werden. Dem Ehemann kommt ihrer Ansicht nach die Stellung des (geistlichen) Haupts der Familie zu; sie begründen dies u. a. mit Eph 5,22–25 .
Abgelehnt werden ferner die Verwendung jeglicher Glaubenssymbole (z. B. Kreuz) und Abbildungen Jesu oder Darstellungen Gottes, da Christadelphians all dies als im Heidentum wurzelnd und nicht bibelkonform betrachten. Ebenso halten Christadelphians es mit weltlichen Symbolen und verweigern daher beispielsweise den Fahnengruß.
Ansonsten halten sich Christadelphians ihrem Bibelverständnis gemäß strikt an die Gesetze des Staates, in dem sie jeweils leben, sofern diese in ihren Augen nicht göttlichen Geboten zuwiderlaufen.
Aufgrund ihres Selbstverständnisses haben Christadelphians kein Interesse an ökumenischen Bestrebungen.
Abgehalten werden in der Regel wöchentlich drei Zusammenkünfte, zwei an Sonntagen und eine an einem anderen Wochentag. Für gewöhnlich findet am Sonntag das Gedächtnismahl (Brot und Wein als Symbole) statt, an dem nur getaufte Christadelphians aktiv teilnehmen dürfen, der Besuch der gehaltenen Vorträge dagegen steht grundsätzlich auch Nicht-Gemeindemitgliedern offen. Daneben werden Gebete gesprochen, Lieder gesungen und die Gemeinde betreffende Bekanntmachungen mitgeteilt. Auch eine „Sonntagsschule“ für Kinder und Jugendliche ist üblich. Die dritte Zusammenkunft an einem anderen Wochentag ist überwiegend dem Studium der Bibel vorbehalten. Geistliche Aufgaben wie das Halten der Vorträge in der Gemeinde oder die Verantwortung für das Gedächtnismahl sind Männern vorbehalten, Frauen können dagegen in der Sonntagsschule der Gemeinde aktiv sein oder bei Treffen weiblicher Gemeindemitglieder, die der Stärkung des Glaubens wie auch der Zusammengehörigkeit dienen, eine aktive Rolle spielen. Darüber hinaus übernehmen sie viele unterstützende und logistische Aufgaben, was den reibungslosen Ablauf des Gemeindelebens betrifft, wie beispielsweise die Organisation der Bewirtung bei besonderen Veranstaltungen oder die Pflege des Gemeindehauses.
Bei einem Verstoß gegen einen elementaren Glaubensgrundsatz werden Mitglieder von den Verantwortlichen der jeweiligen Versammlung darauf hingewiesen; bei fehlender Reue und/oder fortgesetztem Fehlverhalten wird ihnen die Gemeinschaftszugehörigkeit entzogen. Die Konsequenzen einer solchen Maßnahme sind zum einen das Verbot, auf irgendeine Weise Tätigkeiten in der Versammlung zu übernehmen oder aktiv beim Gedächtnismahl an den Symbolen Brot und Wein teilzuhaben, zum anderen eine mehr oder weniger deutliche Distanzierung seitens der übrigen Versammlungsmitglieder gegenüber den Ausgeschlossenen. Christadelphians sind allerdings nicht offiziell dazu verpflichtet, alle sozialen Kontakte mit Personen, denen die Gemeinschaft entzogen wurde, zu meiden. Der Besuch der Zusammenkünfte ist ihnen weiterhin gestattet. Bei erfolgter Reue steht für gewöhnlich einer Wiederaufnahme nichts im Weg.
Die unamended-Richtung geht davon aus, dass nur diejenigen, die „in Christus“ (also getauft) gestorben sind, auferstehen und, sofern sie den Geboten Gottes treu geblieben sind, ewiges Leben haben werden. Der Rest bleibt im Zustand des Todes ohne Bewusstsein. Die amended-Richtung vertritt die Ansicht, dass alle, die verantwortlich sind, zum Jüngsten Gericht von den Toten auferstehen werden. „Verantwortlich“ seien diejenigen, welche die Botschaft des Evangeliums gehört haben. Dabei würden die Rechtschaffenen aufgrund ihrer Werke beurteilt und ewiges Leben erhalten. Die Gottlosen werden ihrer Ansicht nach ausgelöscht und hören auf zu existieren. Diejenigen, die nicht verantwortlich seien, weil sie nie das Evangelium gehört haben, würden nicht auferstehen.
Die Gemeinschaft erwartet von ihren Mitgliedern, dass diese zumindest in ihrem persönlichen Umfeld über ihren Glauben reden und dafür Zeugnis ablegen, um dadurch auch andere Menschen auf sich aufmerksam zu machen und sie gegebenenfalls zu „bekehren“ und zur Taufe zu veranlassen. Es werden auch öffentliche Vorträge veranstaltet sowie an öffentlichen Orten Stände aufgebaut, an denen ihre (kostenfreien) Schriften angeboten werden. Ehemalige Christadelphians und Aussteiger wiederum haben verschiedene Netzwerke gegründet, um (aus ihrer Sichtweise heraus) Fragen zu beantworten und Kontakt zu anderen Ausgestiegenen zu halten bzw. zu knüpfen.

## Christadelphians während des Nationalsozialismus
Mit der Machtübertragung an die Nationalsozialisten gerieten auch die deutschen Christadelphians, die zu dieser Zeit nur um die 60 Mitglieder zählten, wegen ihrer Praxis der Kriegsdienstverweigerung und ihrer Ansicht, Gott stehe nach wie vor zu seinem alttestamentlichen Bund mit den Juden, ins Visier der örtlichen Gestapo. Da sie ihrem Einberufungsbefehl nicht Folge leisteten und konsequent den Waffendienst verweigerten, wurden die Brüder Rudolf Merz (1914–2004; 1937 Gefängnis und anschließende Einweisung in die Psychiatrie), August Merz (Jahrgang 1913; Haft, anschließend Einweisung ins KZ Sachsenhausen, Befreiung 1945) und Albert Merz (Jahrgang 1911; 1940 verhaftet, Februar 1941 Todesurteil, am 4. April 1941 im Zuchthaus Brandenburg wegen „Zersetzung der Wehrkraft“ hingerichtet) zum Opfer der NS-Justiz. Andere Mitglieder im wehrpflichtigen Alter waren in „kriegswichtigen Betrieben“ beschäftigt (in Bäckermühlen und bei der Feuerwehr) und daher „unabkömmlich“. Daneben kam es zu wiederholten Hausdurchsuchungen, Verhören und einem (von den Gemeindemitgliedern umgangenen) Versammlungsverbot.